# 西部灰袋鼠
西部灰袋鼠( Macropus fuliginosus )是一种大型袋鼠，該袋鼠遍布澳大利亚南部。
1802年，馬修·福林達斯來到袋鼠島时就看到了該物種。馬修·福林達斯隨後猎杀了几只袋鼠，不過他一度认为它们是東部灰大袋鼠。 1803年，法國人在袋鼠島活捉了幾只西部灰袋鼠並將它們帶回巴黎。最终，巴黎自然历史博物馆研究人员意識到這些袋鼠並不是東部灰大袋鼠，并于1817年正式将该物种稱之為Macropus fuliginosus 。 